# Calopezzati
Calopezzati és un municipi italià, dins de la província de Cosenza, que limita amb els municipis de Caloveto, Cropalati, Crosia, Pietrapaola i Rossano a la mateixa província.

## Evolució demogràfica
| Població censada al municipi de Calopezzati | Població censada al municipi de Calopezzati   | Població censada al municipi de Calopezzati |
| ------------------------------------------- | --------------------------------------------- | ------------------------------------------- |
|                                             |                                               |                                             |
| Notes:                                      | Elaboració gràfica per part de la Viquipèdia  |                                             |
|                                             | Font: ISTAT (Institut Nacional d'Estadística) |                                             |